# Sporting Club de Moknine (handball)
Ne doit pas être confondu avec Club du sport féminin de Moknine.
 (février 2025).
Si vous disposez d'ouvrages ou d'articles de référence ou si vous connaissez des sites web de qualité traitant du thème abordé ici, merci de compléter l'article en donnant les références utiles à sa vérifiabilité et en les liant à la section « Notes et références ».
Le Sporting Club de Moknine est un club tunisien de handball fondé en 1962 et rattaché au club omnisports du même nom. Basé dans la ville de Moknine. Il existe grâce à l'effort d'une équipe menée par un enseignant d'éducation physique, Hédi Mrabet.

## Histoire
Le club est lancé grâce aux efforts d'une équipe d'enseignants en sport, exerçant dans les écoles primaires de la ville, ainsi de quelques amis amateurs de handball, comme Hédi Mrabet, Mohamed Gharbi, Abdellatif Ben Salah, Salah Boughattas, Khelifa Ayeb, Mohamed Ben Amor, Salem Yacoub, Hédi Zantour (gardien de but), Ahmed Bouzid, Slim Messaoud, Hédi Ayed et d'autres.
Le club accède pour la première fois en division nationale en 1966, le seul de la région du Sahel. Les joueurs de cette période sont Hamda Zenati, Habib Attia, Néji Ben Amor et Néji Belaid (gardiens de but), Slim Messaoud, Ayeb, Mohamed Messaoud, Mohamed Yaâcoub, Hédi Mrabet, Mohamed Ghadhab, Rachid Ben Salah, El Attaoui, Hamouda El Fray, El Ayed, Msallem et Bouzid. Mais cette première accession n'est pas réussie et le club rétrograde en seconde division Centre, où il repart sur des bases solides en gagnant tous ses matchs.
De 1969 à 1999, il joue les premiers rôles en division nationale et remporte plusieurs titres chez les jeunes. En catégorie seniors, le club dispute en 1981 une finale de la coupe de Tunisie qu'il perd difficilement contre l'Espérance sportive de Tunis (16-18). Sa formation finaliste est composée d'Ali Boughattas et Ali Charfi (gardiens de but), Lotfi Msolli, Samir Slim, Mongi Boughattas, Wassef Bouriga, Ridha Mokni, Mohamed Abid, Hassen Tahar, Mahmoud Msolli et Noureddine Tahar. Mais, faute de moyens financiers, il est amené à céder régulièrement ses meilleurs joueurs aux clubs mieux nantis. Il rétrograde à nouveau et passe trois ans en division inférieure avant de reprendre en 2002 sa place parmi l'élite.

## Palmarès
- Coupe de la Fédération tunisienne de handball :
  - Vainqueur : 2015, 2019
- Coupe de la Ligue nationale de handball :
  - Vainqueur : 2025[2],[3],[4]
- Coupe de Tunisie
  - Finaliste : 1981
- Coupe de Tunisie juniors :
  - Vainqueur : 1987, 1996, 2006
- Coupe de Tunisie cadets :
  - Vainqueur : 1993, 1994, 1995
- Championnat de Tunisie juniors[5] :
  - Vainqueur : 1970, 1976, 1985, 1986, 1996
- Championnat de Tunisie cadets :
  - Vainqueur : 1993, 1995
- Coupe de Tunisie juniors filles :
  - Vainqueur : 1992
- Championnat de division 2 Centre :
  - Vainqueur : 1966, 1968

## Personnalités liées au club

### Entraîneurs
- 1966-1967 :  Abdelwahab Achour
- 1967-1976 :  Khelifa Ayeb
- 1976-1977 :  Slim Messaoud
- 1977-1979 :  Khelifa Ayeb
- 1979-1980 :  Salem Ben Hmida
- 1980-1981 :  Mohamed Mahmoud, Salem Ben Hmida puis Mohamed Yaâcoub
- 1981-1982 :  Belgacem Zakhama
- 1982-1983 :  Chokri Ben Moussa
- 1983-1984 :  Mohamed Gharbi
- 1984-1985 :  Khelifa Ayeb puis Sayed Ayari
- 1985-1988 :  Stanislaw Wrzesniewski
- 1988-1989 :  Meftah Hajria
- 1989-1990 :  Khelifa Ayeb
- 1990-1991 :  Gustav Lazarov Valentin puis  Chehab Laâribi
- 1991-1992 :  Gustav Lazarov Valentin puis  Brahim Agrebi
- 1992-1993 :  Abderrahman Hamou
- 1993-1994 :  Meftah Hajria, Slim Messaoud puis Raouf Jemal
- 1994-1995 :  Abderrahman Hamou
- 1995-1996 :  Mohamed Rayane
- 1996-1997 :  Mohamed Bani
- 1997-1998 :  Kamel Madoun
- 1998-1999 :  Nabil Rouabhi puis  Meftah Hajria
- 2001-2002 :  Ezzeddine Bouzrar
- 2002-2003 :  Brahim Jabbes,  Meftah Hajria puis  Réda Zeguili
- 2003-2004 :  Mongi Bannani
- 2004-2005 :  Mohamed Rayane puis  Mongi Boughattas
- 2005-2006 :  Mongi Boughattas puis Riadh Sanaâ
- 2006-2007 :  Mourad Boussebt
- 2007-2008 :  Salim Ounis
- 2008-2009 :  Mohamed Moôtamri
- 2009-2010 :  Mohamed Ali Seghir
- 2010-2011 :  Dhaker Sebouai
- 2011-2012 :  Mongi Boughattas, Hatem Boussoffara puis Mounir Hassen
- 2012-2013 :  Mounir Hassen puis Sayed Ayari
- 2013-2014 :  Haykel Mahmoud El Bougi
- 2014-2015 :  Taoufik Zeghdoud puis  Helmi Abderrazak
- 2015-2016 :  Salim Ounis puis  Mohamed Moôtamri
- 2016-2017 :  Helmi Abderrazak
- 2017-2022 :  Riadh Sanaa
- 2022-? :  Anouar Jaafar
- Yassine Abid

### Dirigeants
- Abdesselem El Mokni
- Abdelwahab Achour
- Mansour Soyah
- Mouhedine Naija
- Mohamed Gharbi
- Habib Gharbi
- Mahmoud Ben Aziza
- Slaheddine Bouhawel
- M’hamed Hadroug
- Hédi Megannem
- Mongi Echrif
- Habib Hmida
- Mourad Abdelâali
- Ahmed Gharbi
- Lotfi Laâribi

### Joueurs
- Anouar Ayed, de 1993 à 1995 (junior)
- Maher Ben Abdallah, passé à l'ÉS Sahel
- Oualid Ben Amor, avant 1995
- Sahbi Ben Aziza
- Mohamed Ali Bhar, de 2007 à 2011
- Tarek Fathallah, passé à l'ÉS Sahel
- Makram Jerou
- Heykel Megannem, de 1988 à 1995 (junior)
- Fakher El Oued, passé à l'ÉS Sahel
- Ameur Mahmoud, passé à l'ES Tunis
- Lotfi Msolli (pivot), avant 1984
- Achraf Saafi, passé à l'ÉS Sahel
- Makram Slama, avant 2012.